# Okręg wyborczy Fylde
Okręg wyborczy Fylde powstał w 1918 r. i wysyłał do brytyjskiej Izby Gmin jednego deputowanego. Okręg został zlikwidowany w 1950 r., ale przywrócono go ponownie w 1983 r. Okręg położony jest w hrabstwie Lancashire.

## Deputowani do brytyjskiej Izby Gmin z okręgu Fylde

### Deputowani w latach 1918–1950
- 1918–1922: Wilfrid Ashley, Partia Konserwatywna
- 1922–1938: Edward Stanley, lord Stanley, Partia Konserwatywna
- 1938–1950: Claude Lancaster, Partia Konserwatywna

### Deputowani po 1983 r.
- 1983–1987: Edward Gardner, Partia Konserwatywna
- 1987– : Michael Jack, Partia Konserwatywna